# Simon-Pierre Chauvac

a Compétitions nationales et continentales officielles uniquement.

b Matchs officiels uniquement.
Dernière mise à jour le 18 juillet 2025.
Simon-Pierre Chauvac, né le 23 mars 1998 à Brive-la-Gaillarde, est un joueur français de rugby à XV jouant au poste de pilier gauche. Formé au CA Brive, il fait un passage au Montpellier HR, puis à la Section paloise, avant de retourner jouer à Brive en 2024.

## Biographie

### Jeunesse et formation
Simon-Pierre Chauvac commence le rugby en Corrèze, à l'US Beaulieu-sur-Dordogne. A l'âge de 14 ans, en minimes, il rejoint le CA Brive où il va progresser au sein de chaque catégorie. Il est aussi passé par le pôle espoirs à Ussel. Le 29 novembre 2017, il signe son premier contrat professionnel avec Brive, en même temps que Demba Bamba notamment, le liant avec le CAB jusqu'en 2021.
Simon-Pierre Chauvac est passé par toutes les équipes de France de jeune des moins de 16 ans jusqu'aux moins de 19 ans,. En 2016 il est champion d'Europe avec l'équipe de France des moins de 18 ans en battant la Géorgie en finale, à Lisbonne (42-0),. Il participe ensuite à une tournée en Afrique du Sud avec l'équipe de France des moins de 19 ans, puis est sélectionné en équipe de France des moins de 20 ans pour le Tournoi des Six Nations en 2017 durant lequel il ne joue qu'un seul match, face au pays de Galles.

### Débuts professionnels à Brive (2017-2022)
Simon-Pierre Chauvac fait ses débuts professionnels en 2017 face au Connacht en Challenge Cup. Il va profiter de la descente de son club en Pro D2 en 2018 pour gagner du temps de jeu et s'imposer dans son équipe à partir de la saison 2018-2019. Au départ, il était le numéro 3 dans la hiérarchie des piliers gauche, derrière Vivien Devisme et Karlen Asieshvili. Cependant, il profite des blessures d'abord d'Asieshvili, puis de Devisme pour gagner du temps de jeu et devient titulaire au poste. Durant cette saison, il joue 24 matchs dont 8 en tant que titulaire et inscrit le premier essai de sa carrière, face à Massy en février 2019,. Un mois plus tard, en mars 2019, il prolonge avec son club formateur jusqu'en 2022. À l'issue de la saison, le CAB monte en Top 14.
Il joue son premier match de Top 14 fin août 2019, à l'occasion de la première journée de championnat face à la Section paloise et est titulaire. Malgré la montée en Top 14 et donc la hausse du niveau, il garde sa place de titulaire au poste de pilier gauche dans son club formateur. Il en est de même pour les deux saisons suivante, durant lesquelles il enchaîne les matchs et les titularisation. Il connaît cependant un début d'année 2021 compliqué par une blessure au genou droit, puis plus tard dans l'année, en août, c'est son genou gauche qui lui pose problème.
En avril 2021, il est récompensé par Midi olympique qui lui décerne l'Oscar espoir durant le « petit Oscar du rugby »,.
A l'issue de la saison 2021-2022, il décide de quitter son club formateur.

### Montpellier HR puis Section paloise (2022-2024)
En juillet 2022, Simon-Pierre Chauvac rejoint officiellement Montpellier, où il signe un contrat de deux ans, soit jusqu'en 2024. Il arrive pour pallier le départ de Mikheil Nariashvili et concurrencer Enzo Forletta et Grégory Fichten. À 24 ans, il connaît donc le deuxième club de sa carrière professionnelle. Il joue son premier match avec le MHR le 3 septembre 2022 face au Stade rochelais, à l'occasion de la première journée de Top 14 de la saison 2022-2023. Il est titulaire et joue 58 minutes dans une défaite 26 à 22. Deux mois plus tard, il inscrit son premier essais avec son nouveau club lors de la dixième journée, face au RC Toulon, lors d'une victoire 26 à 16. Pour sa première saison dans l'Hérault, il joue dix-sept matchs, dont six titularisations et marque un essai.
Ensuite, il ne joue aucun match lors de la première moitié de saison 2023-2024 avec Montpellier à cause d'une blessure à l'épaule. Puis, il choisit de s'engager avec la Section paloise pour la seconde partie de la saison en janvier 2024. Il est recruté en tant que joker médical de Rémi Sénéca, victime d'une rupture du ligament croisé d'un genou. Il espère alors retrouver du temps de jeu dans le Béarn. Après neuf matchs joués, il n'est pas conservé à l'issue de la saison 2023-2024 par le club palois.

### Retour à Brive (depuis 2024)
Sans club, il retourne dans son club formateur à l'été 2024 en s'engageant pour une saison,. En avril 2025, il prolonge son contrat pour deux saisons supplémentaires, soit jusqu'en 2027.

## Palmarès

### En club
- Finaliste de Pro D2 en 2019 avec le CA Brive[24].

### En sélection nationale
- Vainqueur du Championnat d'Europe des moins de 18 ans en 2016[6]

## Statistiques
Simon-Pierre Chauvac compte plusieurs sélections avec les équipes de France des moins de 16 ans, 17 ans, 18 ans et 19 ans. Avec l'équipe de France des moins de 20 ans, il ne dispute qu'un seul match, durant Tournoi des Six Nations 2017, face au pays de Galles.